# Dover-Foxcroft
La ville de Dover-Foxcroft est le siège du comté de Piscataquis, situé dans l’État du Maine, aux États-Unis. Selon le recensement de 2020, sa population est de 4 422 habitants.
La ville est née de la fusion de deux villes, Douvres et Foxcroft, séparées par la rivière Piscataquis (Douvres est sur la rive sud et Foxcroft sur le rive  nord).

## Source
- (en) Cet article est partiellement ou en totalité issu de l’article de Wikipédia en anglais intitulé « Dover-Foxcroft, Maine » (voir la liste des auteurs).